# Белајска испосница
Белајска испосница је једна од средњовековних испосница које се налазе на простору од манастира Високи Дечани и простиру се у појасу дугом десетак километара и њихов тачан број се ни сада не зна. Углавном су их користили монаси манастира Високи Дечани. Испосница представља непокретно културно добро као споменик културе.

## Положај и прошлост испосница
Најпознатије испоснице су: Испосница краља Стефана Дечанског, Испосница свете Јелене, Испосница светог Јефрема (будућег српског патријарха) и Успосница Белајска.
Испосница Белајска се налази високо у стенама Белајске планине, изнад Белаје, насељеног места, на територији општине Дечани, на Косову и Метохији. Најранији помен неке од ових испосница је крајем 13. века, а у једној, Белајској, сачуване су фреске из 14. века. Неке од њих - попут представе Св. Тројице са три лица - нису уобичајене иконографије за време у којем су настале.

## Архитектура Белајске испоснице
Архитектура Белајске испоснице-цркве посвећене Богородици, осим природних облика пећине, подразумевала је и исклесани олтарски простор, полуобличасти свод, као и дозидани југозападни део храма. Писани извори сведоче о континуитету духовног живота у овој пећини током средњег века. У средњем веку у Белајској испосници је био смештен преписивачко-књижевни центар. Међу предметима од злата и сребра који су се чували у ризници ове испоснице налазила се једна тамјаница врхунске златарске израде, као и један изузетно израђен бокалчић.

## Основ за упис у регистар
Решење Покрајинског завода за заштиту споменика културе у Приштини, бр. 774 од 28. 10. 1966. Закон о заштити споменика културе (Сл. гласник СРС бр.3/66 ).